# 戈利亚德攻势
戈利亚德攻势发生于1836年，是得克萨斯革命期间，墨西哥尝试进攻以夺回得克萨斯州墨西哥湾沿岸的一场攻势。在何塞·德·烏雷亞将军指挥下，墨西哥军队在2月和3月的一系列冲突中击败了墨西哥德克萨斯州的反叛移民（这些反叛移民被称为Texians）。
当墨西哥于1835年转变为中央集权政府时，联邦制的支持者拿起武器，和德克萨斯州的殖民者（主要是来自美国的移民），于1835年10月起义。3月15日，由于弹药短缺，Texians从里菲吉奧撤退。许多人被杀或被捕。这件事后来还被称为“戈利亚德大屠杀”